# Starfield COEX Mall
Lo Starfield COEX Mall (dove CO deriva da COnvention Centers e EX da EXhibition Halls) è il più grande centro commerciale sotterraneo asiatico, situato nel quartiere di Samseong-dong di Seul. Il centro, visitato quotidianamente da più di 100.000 persone, ospita un acquario, 17 sale cinematografiche e diversi servizi come hotel di lusso, una biblioteca e due aree ristoro. Vi si trova inoltre il Museo del Kimchi.

## Storia
I lavori di costruzione del centro commerciale iniziarono nel maggio del 1997 e vennero conclusi tre anni dopo. Il 3 aprile 2000 l'Associazione per il Commercio internazionale della Corea (KITA), principale investitore del progetto, inaugurò lo spazio sotterraneo del Korea Comprehensive Exhibition Center a Samseong-dong per presentare il nuovo centro commerciale al pubblico. Il COEX è stato progettato dalla compagnia statunitense di architettura d'interni RTVL.
Nel 2012 il KITA annunciò che il centro sarebbe stato sottoposto a lavori di restauro per conferirgli un aspetto più moderno; i lavori furono ufficialmente completati nel novembre del 2014 e costarono 180 miliardi di won. Nel 2016 il gruppo Shinsegae, il più grande venditore al dettaglio della Corea del Sud, annunciò un accordo con il KITA, essendo stato scelto per gestire il COEX per i successivi 10 anni. Il gruppo si era già fatto carico dell'apertura di altri due centri commerciali Starfield nelle province di Hannam e Gyeonggi.
Nel giugno del 2017 Shinsegae aprì una biblioteca da 50.000 titoli all'interno del centro commerciale Starfield COEX investendo circa 6 miliardi di won. Nel 2019 era diventata una delle mete turistiche più popolari di Seul.

## Posizione
Il centro commerciale è situato nel quartiere di Samseong-dong a Seul, la capitale della Corea del Sud. È raggiungibile tramite le linee metropolitane 2 dalla stazione di Samseong e 9 dalla stazione di Bongeunsa, e accanto ad esso si trova la stazione di Chungdam della linea 7.

## Complesso

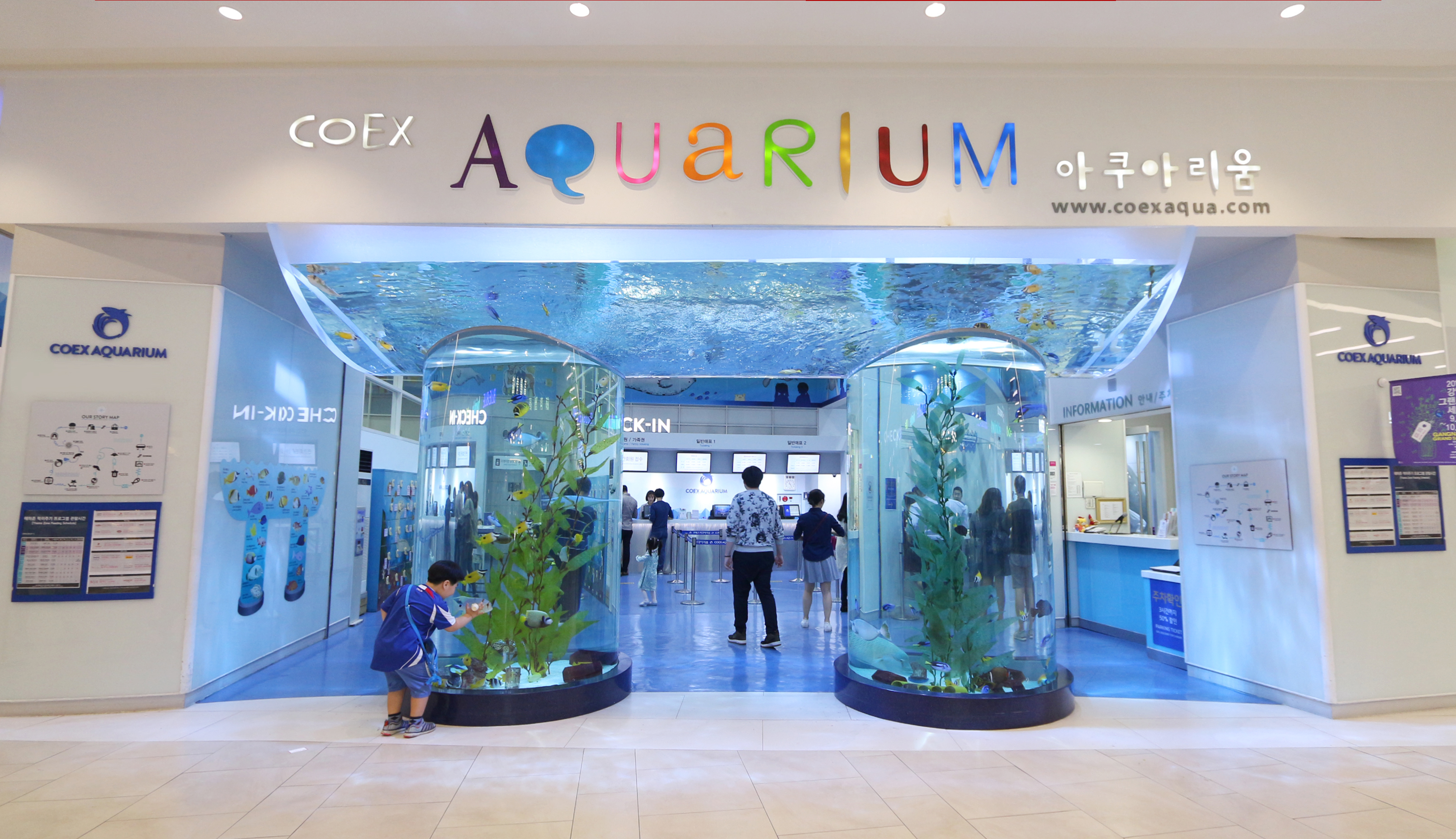
Ingresso del COEX Aquarium.

Il centro commerciale ha cinque piazze: Asem Plaza, Central Plaza, Airport Plaza, Millennium Plaza e Live Plaza. Al suo interno si trovano un cinema e un acquario, il COEX Aquarium, che si estende su una superficie totale di 15.970 m² e ospita circa 40.000 diverse creature acquatiche di 650 specie differenti, come squali e pinguini.
La biblioteca Byeolmadang si trova nella zona centrale del centro commerciale e si estende su una superficie di 2800 m². Lo spazio è circondato da vari scaffali alti 13 metri su cui sono conservati 50.000 volumi di argomenti diversi, che spaziano dalle discipline umanistiche all'economia, agli hobby e altro ancora. Un angolo è invece specializzato nella lettura di riviste, con un totale di 400 periodici.